# وسوکا (شهرستان ستژلتسه)
وسوکا (به لاتین: Wysoka) یک روستا در لهستان است که در گمینا لشنگتسا واقع شده‌است.